# Circonvallazione Ostiense
La strada comunale 191 Circonvallazione Ostiense (SC 191) è una strada comunale italiana del comune di Roma, facente parte dei quartieri Ardeatino, Ostiense e Appio Latino.

## Percorso
Ha inizio a sud-est della città, non molto lontano dal corso del fiume Tevere e collega la via Ostiense e via Cristoforo Colombo, attraversando tutta la zona urbanistica della Garbatella, compresa la ferrovia (tramite il ponte Settimia Spizzichino).

## Storia
Fa parte delle grandi circonvallazioni di Roma, tutte costruite nel 1900, insieme alla Circonvallazione Gianicolense, alla Circonvallazione Tiburtina, alla Circonvallazione Casilina, alla Circonvallazione Cornelia, alla Circonvallazione Aurelia, alla Circonvallazione Appia, alla Circonvallazione Trionfale, alla Circonvallazione Clodia, alla Circonvallazione Flaminia e alla Circonvallazione Salaria.